# Thomas Muir
Thomas Muir (1844-1934) va ser un matemàtic escocès conegut per les seves recerques en matrius.

## Vida i Obra
Muir va rebre la seva primera educació a la Wishaw Public School. El 1865 va ingressar a la universitat de Glasgow en la qual es va graduar el 1868, havent influït William Thomson en la seva elecció per les matemàtiques, ja que a ell li agradava més el grec clàssic. De 1869 a 1871 va ser tutor del St. Leonard's College Hall de la universitat de St. Andrews. El 1871 va viatjar a Europa on va visitar les universitats de Berlin, Göttingen i Leiden, amb la intenció d'aprendre matemàtiques i idiomes moderns.
En retornar a la universitat de Glasgow a finals de 1871, va ser nomenat assistent del catedràtic Hugh Blackburn, càrrec que va mantenir tres anys, fins que el 1874 va ser nomenat mestre de matemàtiques de la Glasgow High School essent responsable de la docència de tota l'àrea de ciències.
El 1892, Cecil Rhodes, primer ministre de la Colònia del Cap, el va convèncer d'acceptar el càrrec de Superintendent General d'Ensenyament de la Colònia, càrrec que ell va preferir al de professor de matemàtiques que li havia ofert la recentment fundada universitat Stanford (Califòrnia). Muir va ocupar el càrrec fins que es va fundar la Unió Sud-africana el 1910, continuant com superintendent de la província del Cap fins a la seva jubilació el 1915. Durant els primers anys, va ser un actiu reformador de l'ensenyament, tan en els seus mètodes com en les seves necessitats materials.
Muir és recordat per les seves obres sobre matrius i determinants: A Treatise on the Theory of Determinants (1882) i The Theory of Determinants in the Historical Order of Development en cinc volums (1890, 1911, 1920, 1923 i 1929). El Treatise va ser ampliat notablement anys després pel matemàtic canadenc William Metzler.